# Springskytte

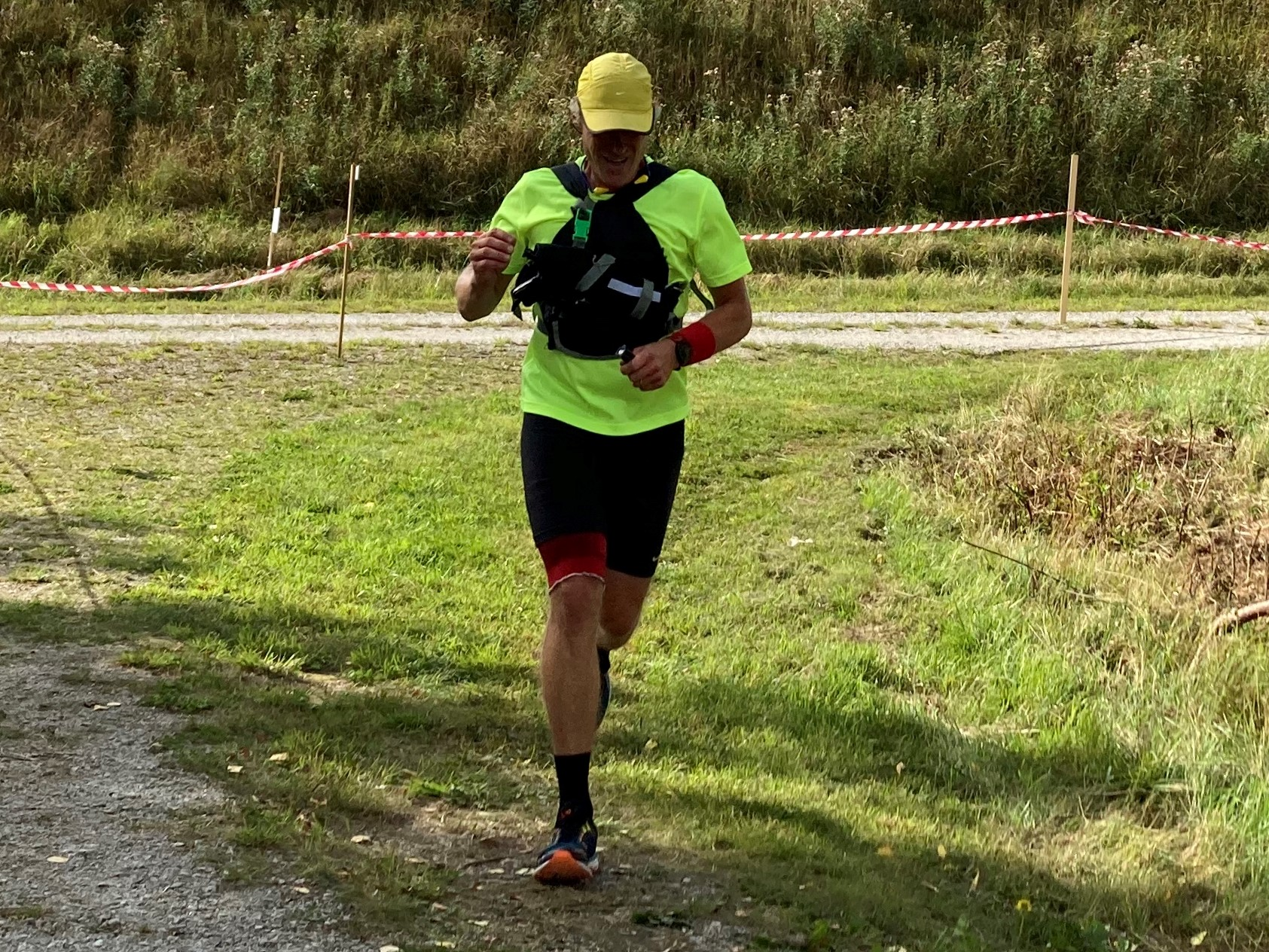
Springskytte SM 2020 - en tävlande ute på löpslingan inför skjutstation

Springskytte eller löpskytte är en idrottsgren där man blandar löpning och sportskytte, precis som skidskytte blandar längdskidåkning och sportskytte.
I Sverige anordnas svenska mästerskap av Svenska Pistolskytteförbundet, och hålls sedan början av 1990-talet.
Tävlingar genomförs i åldersklasser och uppdelat i herr- respektive damklass. I regel löps en slinga om cirka 1 km i terrängbana, 6 varv, med skjutning efter varje löpt slinga. Varje skyttemoment innebär 5 skott mot fallmål (s.k. Kurvinen-mål) av liknande typ som vid skidskytte. Pistol av kaliber .22 används normalt och skytten skall bära vapnet med sig i hölster under löpningen. För varje missat mål ges ett tidstillägg om 1 minut.  
Vid mästerskap anordnas även tävling i stafett med två- eller tremannalag. Varje skytt springer två varv på en kortare bana (ca 300m) och får skjuta tre extraskott per station. Därefter springs en straffrunda per missat mål. Laget som kommer först över mållinjen med sin sista lagmedlem vinner.   
För detaljerat regelverk, se Svenska Pistolskytteförbundets Skjuthandbok.
Svenska Mästare i Springskytte (största åldersklasser, herr och dam): 
|      | H21                           | H35                                   | H50                                            | D21                          | D35                           | D50                        |
| 2024 | Robert Pollack, PK Pricken    | Marcus Wilhelmsson, I2 SF             | Raul Hindov, Torna Hällestads PK               | Endast D35/D50               | Linda Vålberg, Linköpings Skf | Helena Pollack, PK Pricken |
| 2023 | David Lindström, F16 Psk      | Mikael Fridholm, Västerås Ps          | Lars Persson, I2 Skf                           | Annika Åhlen, Pk ENA         | Linda Vålberg, Linköpings Skf | Helena Pollack, PK Pricken |
| 2022 | Robert Pollack, PK Pricken    | Robert Drottz, I2 SF                  | Jan Jorsäter, Örebro PSSK                      | Helena Pollack, PK Pricken   | Endast D21                    | Endast D21                 |
| 2021 | Inställt pga COVID-19         | -                                     | -                                              | -                            | -                             |                            |
| 2020 | Lars-Olof Gävert, I2 SF       | Magnus Malmlund, Upplands Väsby Pk    | Lars Persson, I2 SF                            |                              | Helena Pollack, PK Pricken    |                            |
| 2019 | Johan Lindqvist, I2 SF        | Jan Jorsäter, Örebro PSSK             | Lars Persson, I2 SF                            | Melissa Melin, Grästorps PSK | Helena Pollack, PK Pricken    |                            |
| 2018 | Erik Månsson, Dalapolisens IF | Jan Jorsäter, Örebro PSSK             | Lars Persson, I2 SF                            |                              | Helena Pollack, PK Pricken    |                            |
| 2017 | Lars-Olof Gävert, I2 SF       | Anders Beckman, Stockholmspolisens SF | Lars Persson, I2 SF                            | Helena Pollack, PK Pricken   | Endast D21                    |                            |
| 2016 | Lars-Olof Gävert, I2 SF       | Marcus Wilhelmsson, I2 SF             | Lars Persson, I2 SF                            | Tina Molin, Västbo PK        | Helena Pollack, PK Pricken    |                            |
| 2015 | Lars-Olof Gävert, I2 SF       | Anders Beckman, Stockholmspolisens SF | Lars Persson, I2 SF                            | Linda Vålberg, Linköpings SF |                               |                            |
| 2014 | Lars-Olof Gävert, I2 SF       | Anders Beckman, Stockholmspolisens SF | Lars Persson, I2 SF                            | Tina Molin, Västbo PK        |                               |                            |
| 2013 | Joakim Jansson, Närkepolisen  | Anders Beckman, Stockholmspolisens SF | Tomas Bäverlid, Stockholmspolisens SF          | Helena Pollack, PK Pricken   | Endast D21                    |                            |
| 2012 | Robert Drottz, I2 SF          | Anders Beckman, Stockholmspolisens SF | (H60) Lennart Rehnström, Stockholmspolisens SF |                              | Helena Pollack, PK Pricken    |                            |
| 2011 | Robert Drottz, I2 SF          | Anders Beckman, Stockholmspolisens SF | Kenneth Nilsson, Kristinehamnspolisen SoIK     |                              | Helena Pollack, PK Pricken    |                            |

Svenska Mästare i Springskyttestafett:
|      | Damer                                                                            | H 21 (3-manna)                                                                 | H 50 (2-manna)                                                 |
| ---- | -------------------------------------------------------------------------------- | ------------------------------------------------------------------------------ | -------------------------------------------------------------- |
| 2024 | Endast 2 lag, inget guld delades ut                                              | Per Norrman, Kim Lindblom, Anders Beckman. Klubb: Stockholmspolisens SF        | Conny Rosen, Sven Bergqvist. Klubb: Stockholmspolisens SF      |
| 2023 | Emelie Nilsson, Camilla Bergqvist, Anneli Johansson Klubb: Stockholmspolisens SF | Robert Drottz, Lars-Olof Gävert, Marcus Wilhelmson Klubb: I2 SKF               | Anders Norgren, Lars Persson Klubb: I2 SKF                     |
| 2022 | Anna Källbäcks, Helena Pollack. Klubb: PK Pricken                                | David Nilsson, Johan Liljestrand, Anders Beckman. Klubb: Stockholmspolisens SF | Per Norman, Johannes Holmberg. Klubb: Stockholmspolisens SF    |
| 2020 | Laila Pollack, Robin Pollack. Klubb: PK Pricken                                  | Marcus Wilhelmsson, Lars-Olof Gävert, Lars Persson. Klubb: I2 SKF              | David Nilsson, Johannes Holmberg. Klubb: Stockholmspolisens SF |
| 2019 | Anna Pollack, Robin Pollack. Klubb: PK Pricken                                   | Johan Lindqvist, Lars-Olof Gävert, Lars Persson. Klubb: I2 SKF                 | Anders Norgren, Lars Persson. Klubb: I2 SKF                    |

Tabellerna sammanställda från resultatlistor hos arrangerande föreningar: Stockholmspolisens Skytteförening (2013, 2015, 2016, 2019, 2023), I2 Skytteförening (2011, 2014, 2018, 2022), Uppsala läns pistolskyttekrets (2017), Örebro PSSK (2020).